# رشوان باشا محفوظ
رشوان محفوظ باشا (1886 - 1935) هو سياسي مصري، ويعد من مشاهير وأعيان أسيوط ولد بقرية الحواتكة مركز منفلوط عام 1886م ،وكان رئيس اللجنة الدائمة للعلاقات الاقتصادية بين مصر والسودان في أواخر الثلاثينيات من القرن العشرين، وكان عضواً بحزب الأحرار الدستوريين .وعمل مديراَ لمديرية المنوفية عام 1921م، وكان علي خلاف مع حزب الوفد فأقاله سعد زغلول عام1924م. ثم عين أميناً عاماً لوزارة الزراعة بعد استقالة سعد زغلول، وعينه محمد محمود باشا رئيس الوزراء سكرتيراعاماً لوزارة الداخلية عام 1928م.
توفي عام 1935 وقد ذكر في دليل عناوين الشخصيات البارزة.